# Run (2014)
Run ist ein ivorisch-französisches Filmdrama aus dem Jahr 2014. Regie führte Philippe Lacôte. Der Film feierte am 17. Mai 2014 auf den Internationalen Filmfestspielen von Cannes 2014 Premiere. Der Film wurde als ivorischer Beitrag für den besten fremdsprachigen Film bei der 88. Oscar-Verleihung ausgewählt.

## Handlung
Run flüchtet, nachdem er den Premierminister seines Landes getötet hatte. Dabei verhält er sich so, als wäre er ein verrückter Mann, der durch die Stadt wanderte. Sein Leben wird im Film in Gedankenblitzen dargestellt – zuerst seine Kindheit mit Tourou. Damals war sein Traum, Mitarbeiter bei den „Regenwundern“ zu werden. Danach werden seine Abenteuer mit Gladys dem Esser und seine Vergangenheit als junges Mitglied der Miliz im Mittelpunkt des politischen und militärischen Konflikts in der Elfenbeinküste dargestellt. Run hat keine dieser Stationen in seinem Leben selbst ausgewählt. Und jedes Mal kam in ihm das Gefühl auf, als würde er vor einem anderen Leben davonlaufen. Das ist der Grund, warum er Run heißt.

## Kritik

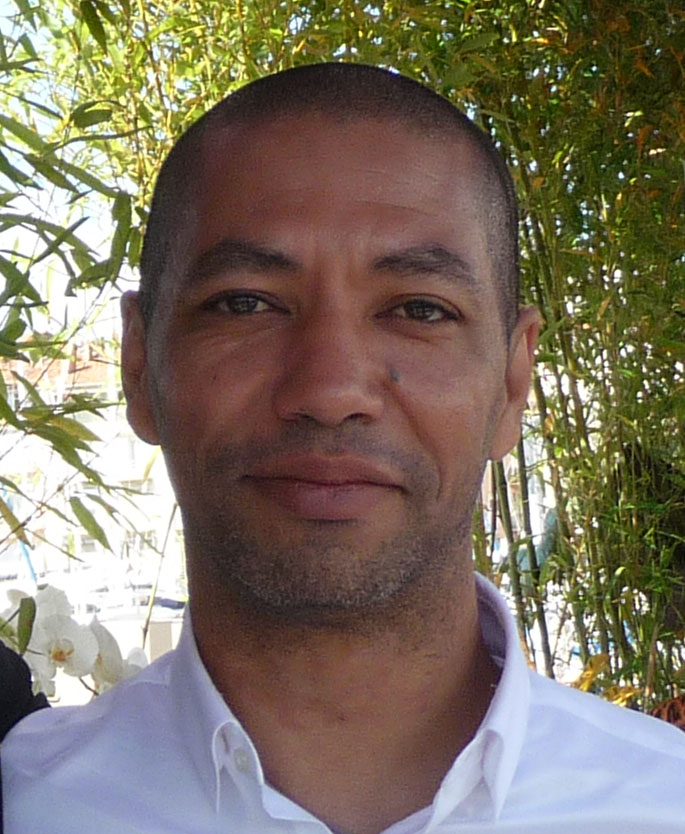
Regisseur Philippe Lacôte bei den Filmfestspielen von Cannes 2014

Der Filmdienst urteile, der Film sei ein „[k]omplexes, vielfach codiertes Drama“. Im nachvollzogenen Leben der Hauptfigur spiegele sich „die wechselhafte Geschichte und innere Zerrissenheit des afrikanischen Staats der Elfenbeinküste“. Es handle sich um eine „formal beachtlich umgesetzte Fabel im Stil eines pikaresken Entwicklungsromans mit Einschüben brutaler Wirklichkeit“.